# Qazaqstan Kubogy 1995
La Qazaqstan Kubogy 1995 è stata la 4ª edizione della Coppa del Kazakistan. Il torneo è iniziato il 9 maggio 1995 e si è concluso il 7 novembre successivo.

## Primo turno
| Squadra 1                  | Totale      | Squadra 2      | Andata | Ritorno |
| -------------------------- | ----------- | -------------- | ------ | ------- |
| 9 maggio / 14 maggio 1995  |             |                |        |         |
| Gornıak Hromtaý            | 1 - 1 (gfc) | Bolat          | 1 - 1  | 0 - 0   |
| Shahter Qaraǵandy          | 2 - 1       | Aktyubïnec     | 2 - 0  | 0 - 1   |
| Cesna                      | 3 - 5       | SKİF-Ordabasy  | 1 - 2  | 2 - 3   |
| Qaınar                     | 2 - 6       | Elimaı         | 2 - 2  | 0 - 4   |
| Munaıshy                   | -           | Jiger          | 0 - 2  | n.d.    |
| Tobyl                      | 1 - 1 (gfc) | Ansat          | 1 - 1  | 0 - 0   |
| Batır                      | 3 - 1       | Vostok Óskemen | 3 - 0  | 0 - 1   |
| 10 maggio / 14 maggio 1995 |             |                |        |         |
| Taraz                      | -           | Qairat         | 2 - 2  | 2 - 2   |

## Quarti di finale
| Squadra 1                 | Totale | Squadra 2 | Andata | Ritorno |
| ------------------------- | ------ | --------- | ------ | ------- |
| 3 luglio / 14 luglio 1995 |        |           |        |         |
| Shahter Qaraǵandy         | 0 - 1  | Bolat     | +:-    | 0 - 1   |
| Ansat                     | -      | Taraz     | 0 - 0  | n.d.    |
| SKİF-Ordabasy             | 5 - 4  | Batır     | 5 - 1  | 0 - 3   |
| Elimaı                    | 4 - 1  | Jiger     | 3 - 0  | 1 - 1   |

## Semifinali
| Squadra 1                  | Totale      | Squadra 2 | Andata | Ritorno |
| -------------------------- | ----------- | --------- | ------ | ------- |
| 5 agosto / 2 novembre 1995 |             |           |        |         |
| SKİF-Ordabasy              | 5 - 3       | Bolat     | 3 - 1  | 2 - 2   |
| Taraz                      | 2 - 2 (gfc) | Elimaı    | 2 - 1  | 0 - 1   |

## Finale
| Arbitro: | Mazmanyan (Almaty) |

|                    |           |  |
| Miroshnichenko 87’ | Marcatori |  |